# X Multi-Pack
X Multi-Pack is een computerspel voor het platform Microsoft Windows. Het spel werd uitgebracht in 2001. 